# Abdissenresidentie Herkenrode

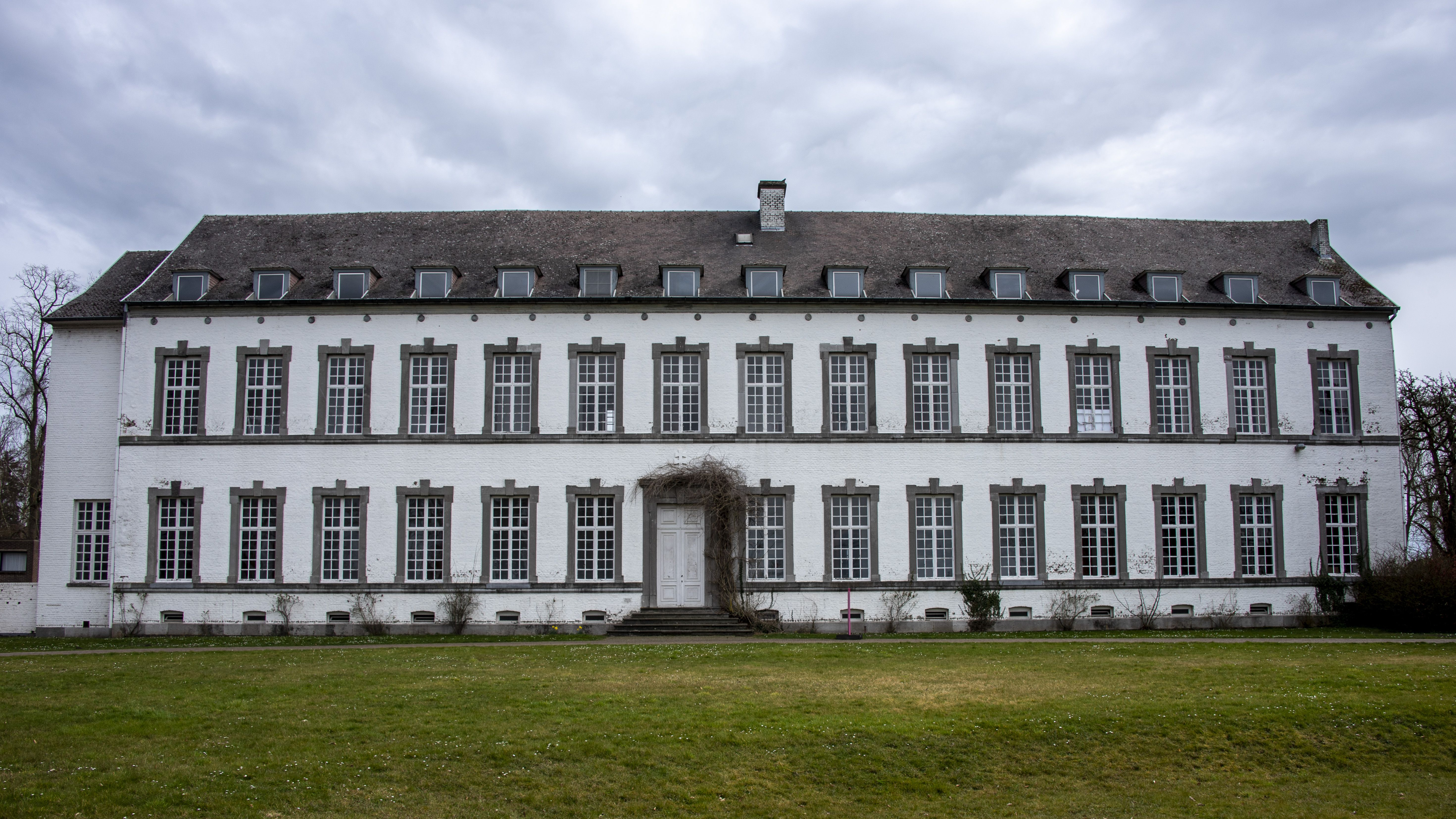
Vijftig meter lange voorgevel van de nieuwe abdissenresidentie (1768)

De Abdissenresidentie Herkenrode is een gebouw uit 1772 dat deel uitmaakt van de voormalige Abdij van Herkenrode. Het werd gebouwd als nieuwe woning voor het hoofd van de abdij.

## Geschiedenis

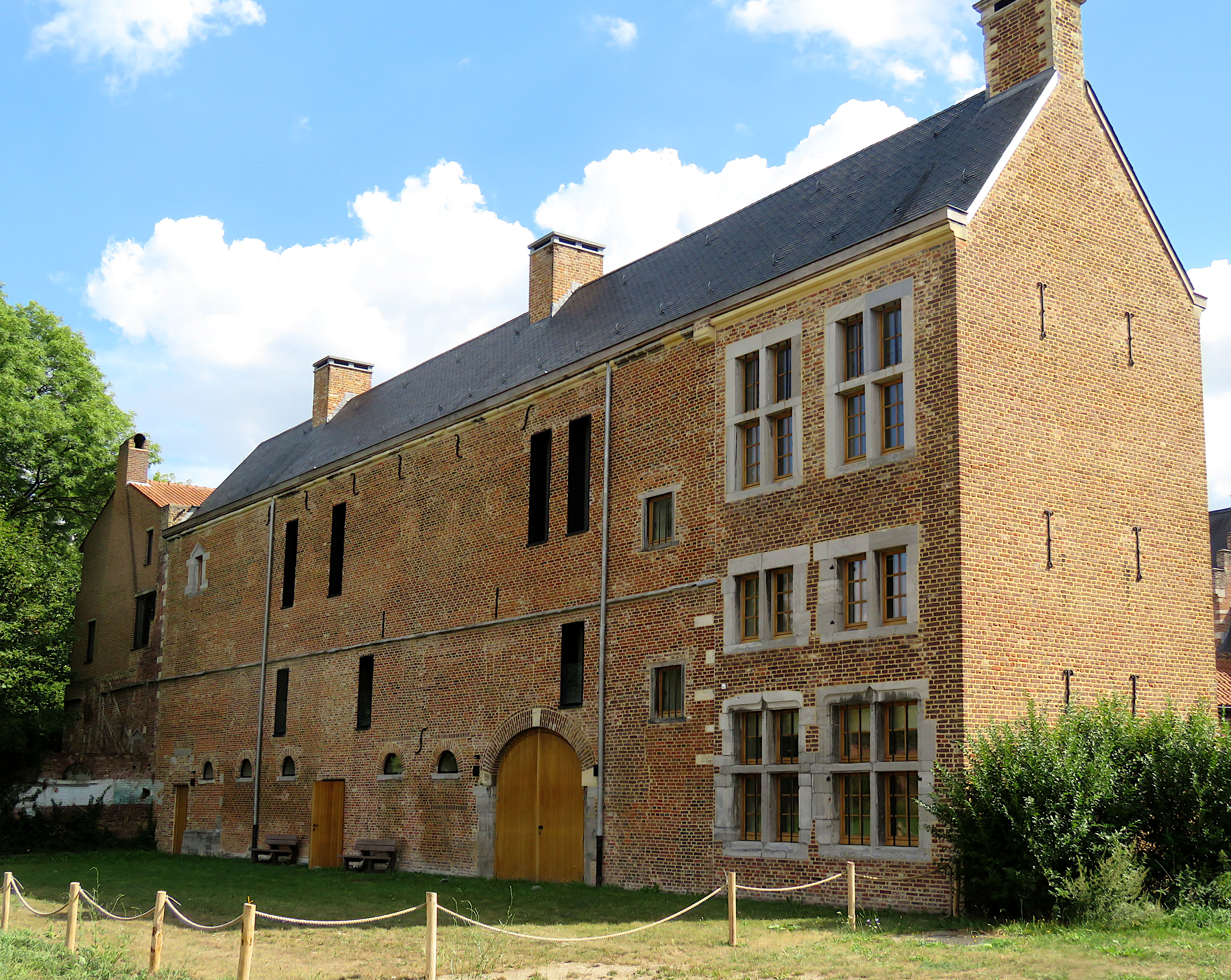
Noordvleugel van het oude abdissenkwartier (1538)

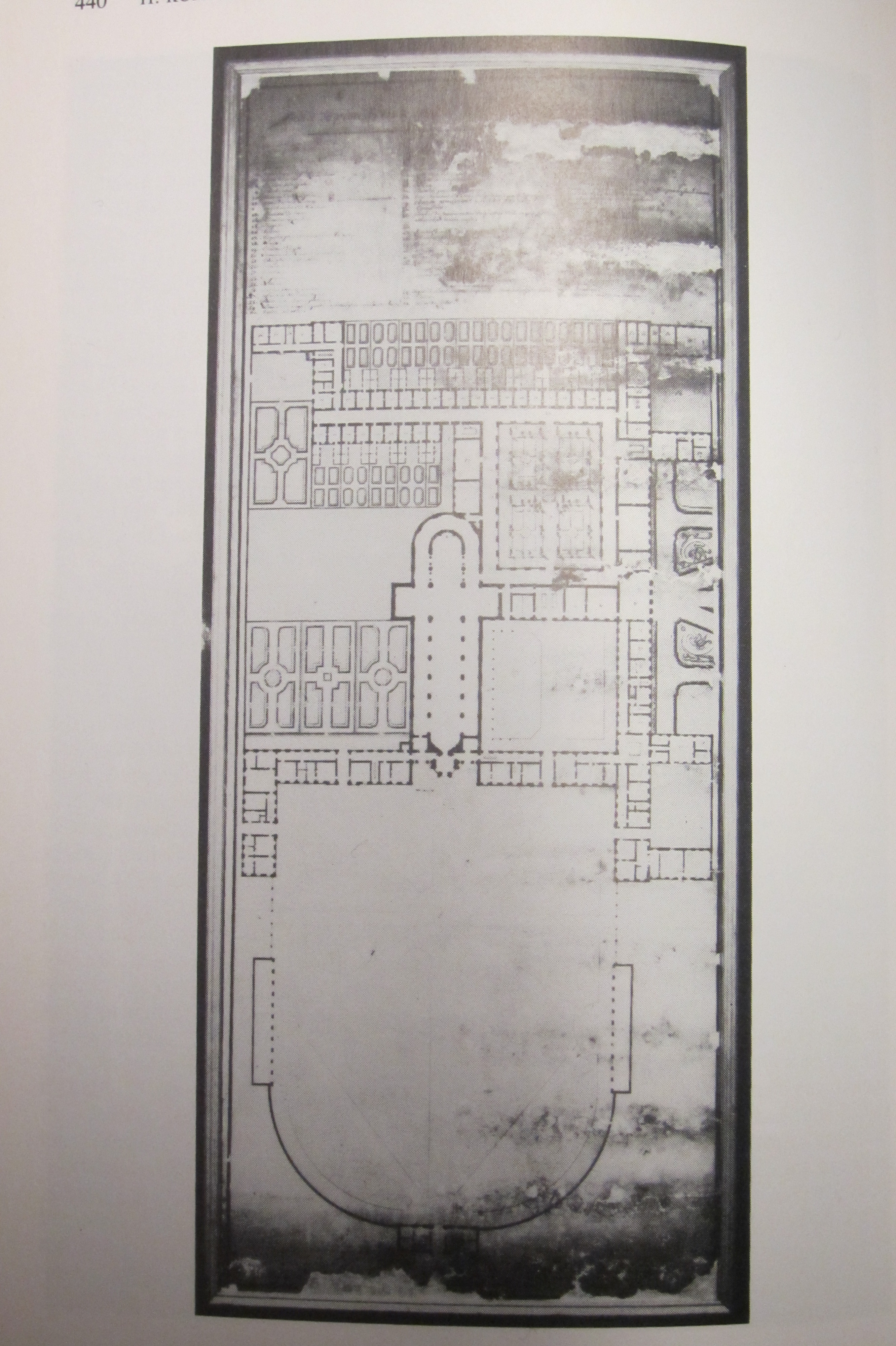
Grondplan ontwerp Abdij van Herkenrode, architect Laurent Benoit Dewez, 1768, met centraal gelegen N-Z georiënteerde kerk

Het vroegere abdissenverblijf dateerde uit begin 16de eeuw, gebouwd in de jaren 1520 en afgewerkt met een privé-kapel voor de abdis in 1538. Dat oude abdissenverblijf aan de vierkante binnenplaats bij de nieuwe kerk werd gerestaureerd in 2015.
In 1768 plande de abdis van Herkenrode Anna de Croÿ (1744-1772) een totaal nieuwe abdij naar het ontwerp van architect Laurent Benoit Dewez, bouwmeester van Karel Alexander van Lotharingen. In plaats van een tot voorheen organisch gegroeid abdijcomplex kiest Dewez resoluut voor een volledig nieuwe abdij die de vorige zou vervangen. Het plan omvat een centraal gelegen noord-zuid georiënteerd classicistisch kerkgebouw ten oosten geflankeerd door twee rechthoekige kloosterpanden. Slechts het 50 m lange imposante abdissenverblijf in classicistische stijl is daarvan gerealiseerd. Dit gebouw vormt in het oorspronkelijke plan de oostvleugel van het zuidelijke kloosterpand. Een Engels landschapspark van ruim 10 ha naar de idee van Capability Brown sluit met een ruim terras aan op de achterzijde van  het gebouw.

De residentie bevat een aantal door schilder Franz Anton Brändl gedecoreerde zalen zoals de grijze en de Blauwe Zaal Herkenrode in opdracht van abdis Augustina van Hamme (1772-1790).
Na de opheffing van de abdij bij de Franse bezetting werd Guillaume Claes, burgemeester van Hasselt de nieuwe eigenaar. Hij koos deze plek als vaste verblijfplaats. Ulysses Claes liet in 1865 achter het gebouw aan de parkzijde een bordes met een brede trap aanleggen. Het voormalig abdissenverblijf, een prinses waardig, noemde men in de volksmond het kasteel van Herkenrode.
In 1972 verkocht toenmalig eigenaar André Hermant het kasteel aan de Reguliere Kanunnikessen van het Heilig Graf. De 18e-eeuwse abdissenresidentie werd volgens de plannen van architect Lavigne hersteld en omgevormd tot een bezinningscentrum (van 1974 tot 2014). De vier oorspronkelijke dakkapellen verving men door vijftien nieuwe.
Vanaf begin 2015 ontruimde men het gebouw en bedacht men een andere bestemming, namelijk de huisvesting voor wooneenheden voor mensen met een niet-aangeboren hersenletsel. In 2022 staat het gebouw leeg en wordt aangewend als tentoonstellingsruimte en vergaderruimte.

## Gebouw
Het 50 m lange gebouw is een langgestrekt classicistisch gebouw met haakse vleugel aan de oostzijde. Het betreft een dubbelhuis van vijftien traveeën en twee bouwlagen onder zadeldak in kunstleien met in 1974 aangebrachte dakkapellen. Het is een witgeschilderd baksteengebouw met verwerking van kalksteen voor de plinten, hoekbanden, cordons en de omlijstingen der muuropeningen.

## Galerij

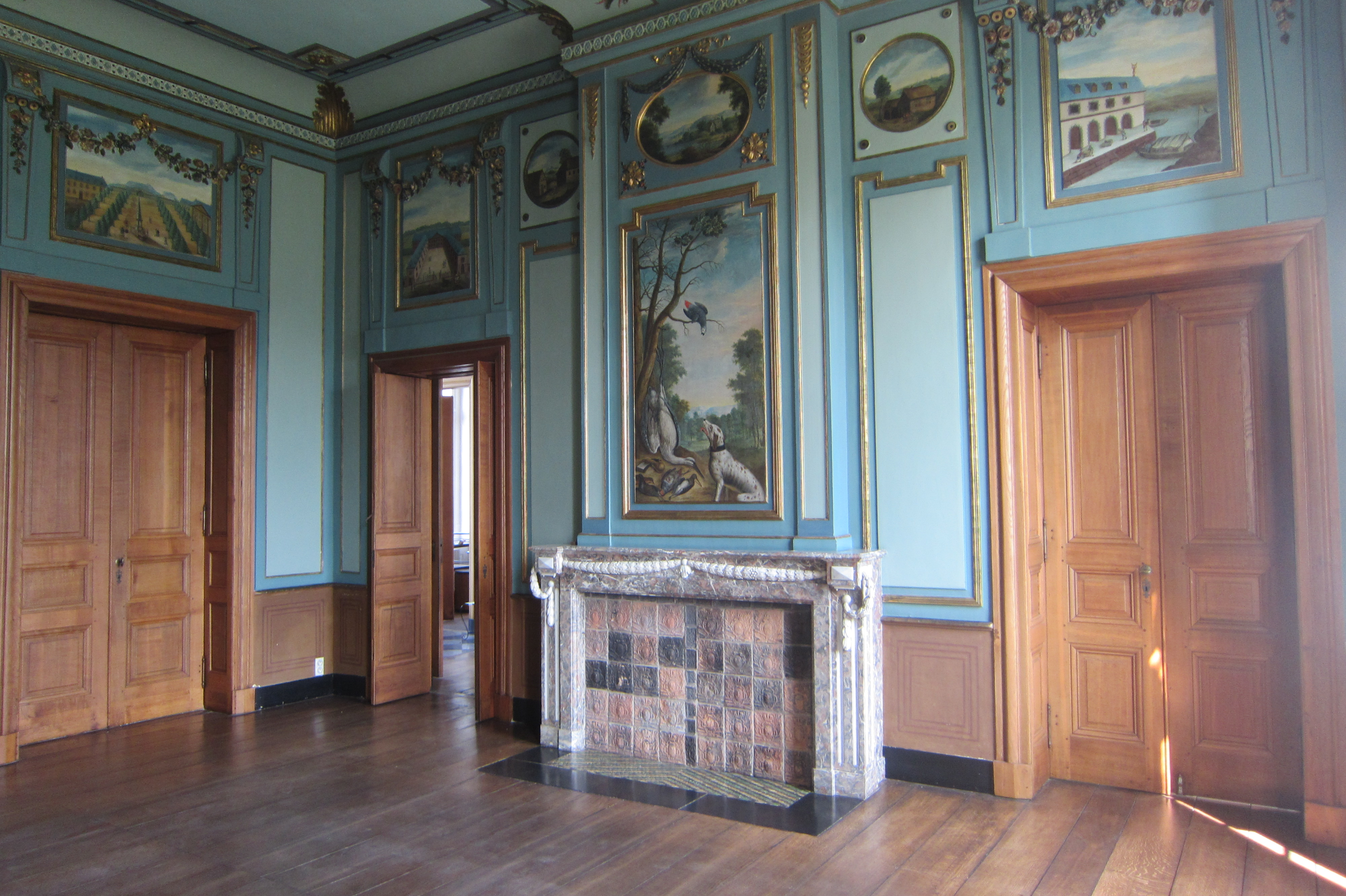
Blauwe zaal, abdissenresidentie
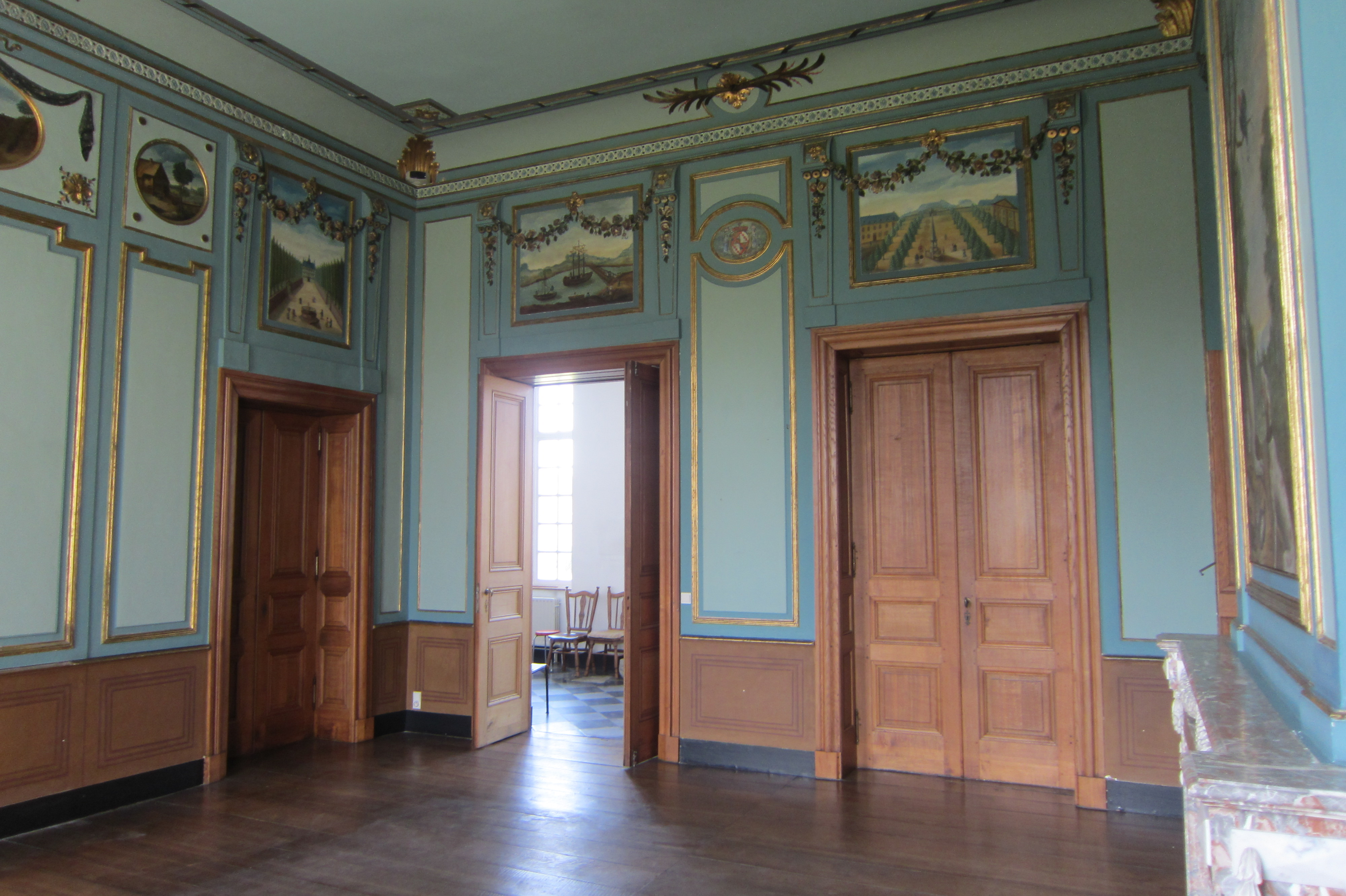
Blauwe zaal, abdissenresidentie
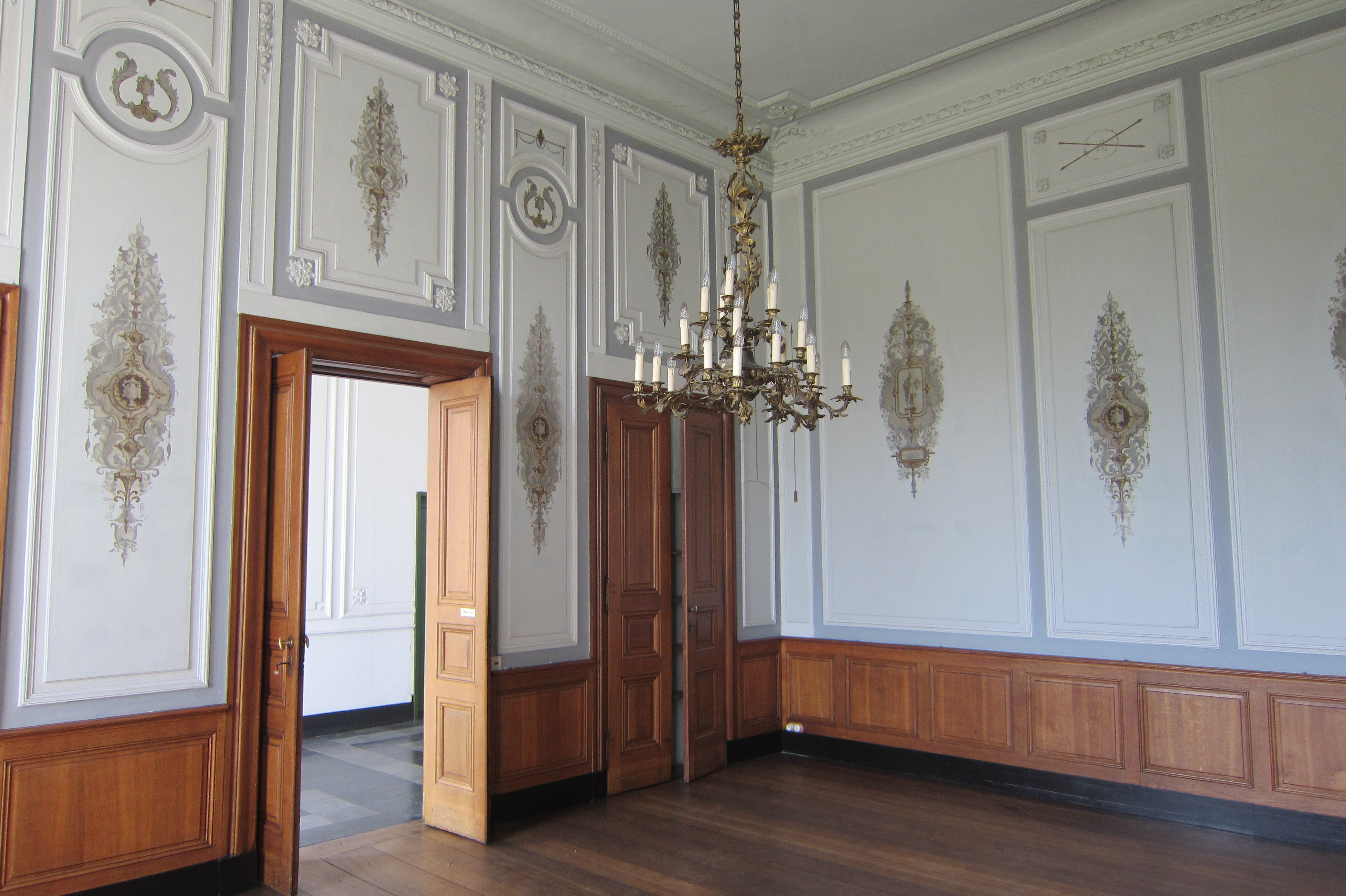
Grijze zaal, abdissenresidentie
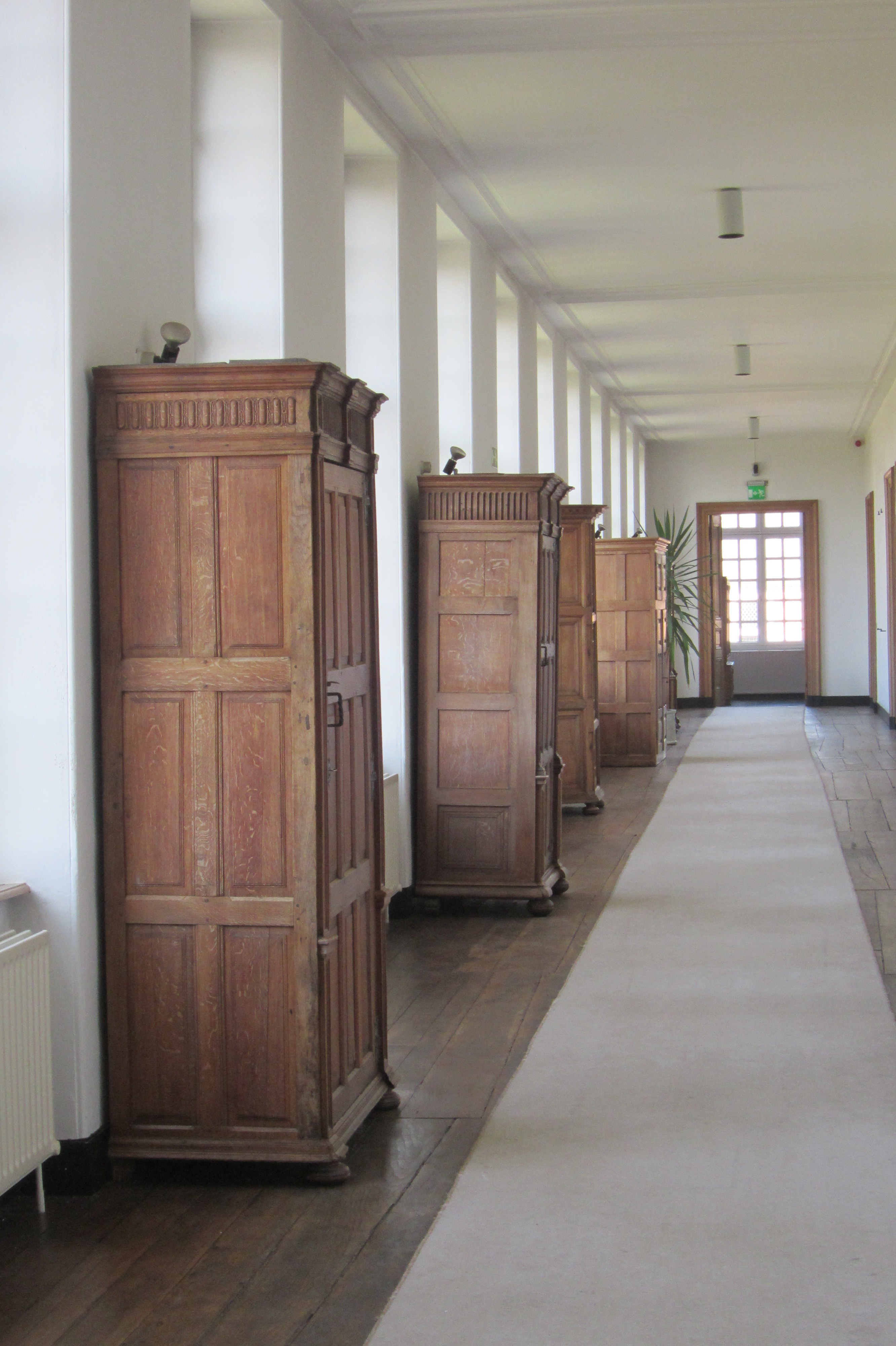
Gang met meubilair eerste verdieping
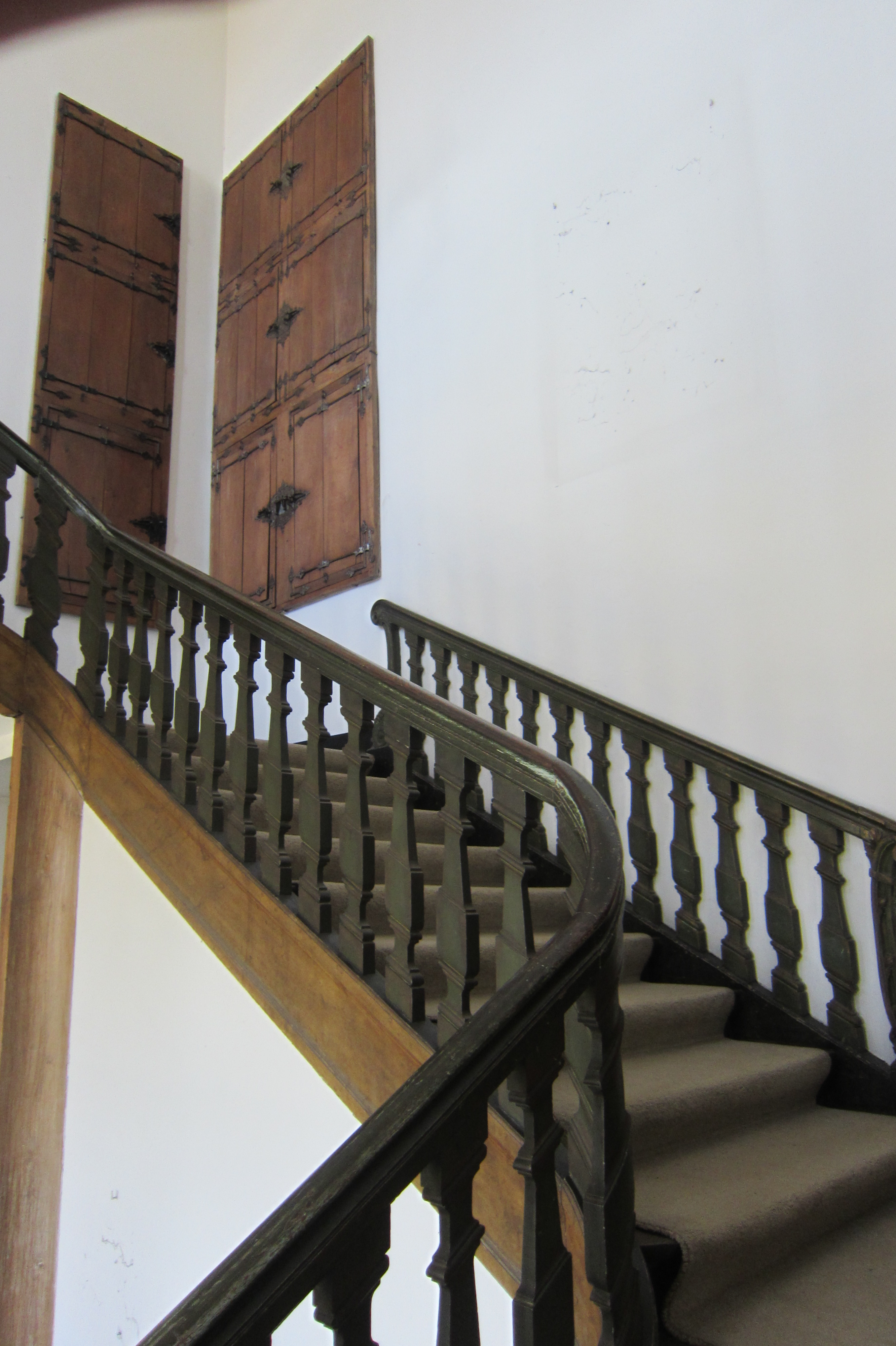
Trapzaal abdissenresidentie